# François-Jean Lefebvre de La Barre
Pour les articles homonymes, voir Lefebvre et De La Barre.
Le chevalier François-Jean Lefebvre de La Barre, né le 12 septembre 1745 au château de Férolles-en-Brie et exécuté le 1er juillet 1766 à Abbeville, est un jeune homme français de famille noble, condamné à la mort pour blasphème et sacrilège par le tribunal d'Abbeville, puis par la Grand-Chambre du Parlement de Paris. Après avoir été soumis à la question ordinaire et extraordinaire, il dut faire amende honorable, avant d'être décapité ; son corps a été brûlé. Son honneur fut défendu post mortem par Voltaire. François-Jean Lefebvre de La Barre est la dernière personne exécutée pour blasphème en France.

## Biographie
François-Jean Lefebvre naît à Férolles-Attilly, à l'époque dans le diocèse de Paris ; il est baptisé deux jours plus tard, le 14 septembre 1745, en l'église Saint-Germain-d'Auxerre de Férolles. Il est le fils de Jean Baptiste Alexandre Lefebvre, chevalier et seigneur de La Barre, et de Claude Charlotte La Niepce. Ses parents se sont mariés le 29 janvier 1738 en l'église Saint-Germain-d'Auxerre de Férolles. Sa mère meurt alors qu'il a neuf ans, son père quand il en a dix-sept.
Il est l'arrière-petit-fils de Joseph-Antoine Le Febvre de La Barre (1622–1688), qui fut notamment gouverneur de la Nouvelle-France de 1682 à 1685 à la suite du rappel du comte Louis de Buade de Frontenac en France.
Son père, après avoir dilapidé une fortune de plus de 40 000 livres en rentes héritées de son propre père, lieutenant général des armées, meurt en 1762.
François-Jean, dix-sept ans, et son frère aîné, Jean-Baptiste, tous deux encore mineurs, désargentés, sont envoyés à Abbeville, en Picardie, où ils sont recueillis par une parente, Anne Marguerite Feydeau, abbesse de Notre-Dame de Willencourt.

## Contexte historique

### Contexte national

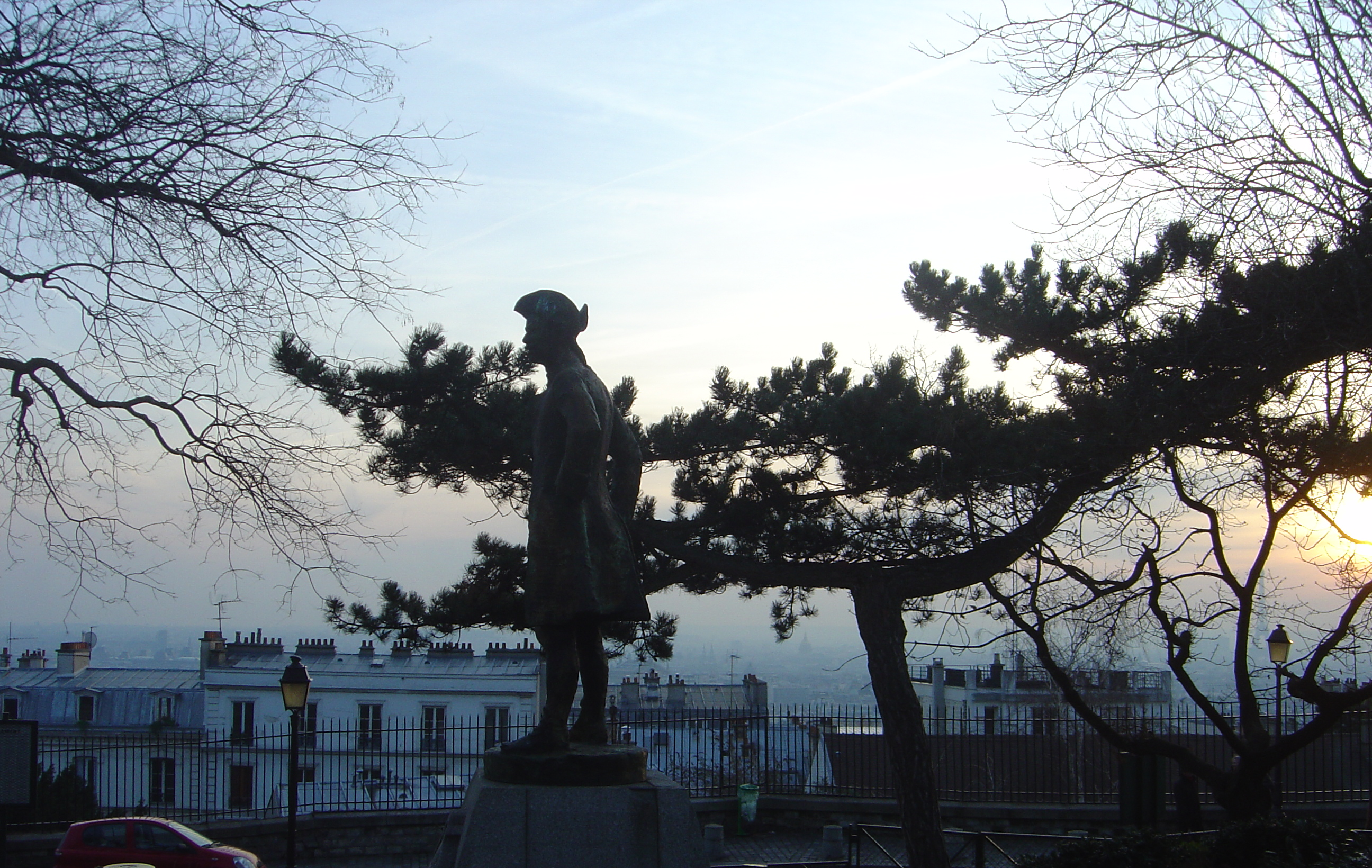
Statue du chevalier de La Barre, square Nadar, à Montmartre.

La seconde moitié du XVIIIe siècle est marquée par la querelle qui oppose les parlements et la monarchie absolue. Les parlements sont, en outre, vigoureusement opposés à l’Encyclopédie et aux philosophes.
De plus, la bulle Unigenitus (1713), du pape Clément XI, condamne le jansénisme. Le cardinal de Fleury la rend exécutoire en France en 1730. Cette condamnation fait gagner du terrain au gallicanisme parmi le clergé catholique en France.
En 1751, le Parlement de Paris interdit la publication de l’Encyclopédie qui est éditée clandestinement. En 1764 paraît un livre de petit format, intitulé Dictionnaire philosophique portatif, sans nom d’auteur, qui est rapidement identifié comme étant l’œuvre de Voltaire et mis à l’Index par le Parlement de Paris.
Dans les années 1760, en France, trois groupes s’opposent au sujet des prérogatives de la monarchie absolue : les pro-jansénistes gallicans, les pro-jésuites ultramontains et les philosophes. L’expulsion des jésuites du royaume de France, en 1763, marque la victoire du camp janséniste anti-absolutiste. Cependant, les parlements sont traversés par ces courants, et leurs membres prennent souvent fait et cause plus ou moins ouvertement pour l’un ou pour l’autre.

### Contexte local
Abbeville, au XVIIIe siècle, est une ville de 17 000 habitants, siège d'une élection, d'un présidial, de la cour de la sénéchaussée de Ponthieu. L'élite locale est divisée politiquement et économiquement en deux clans : les corporations des métiers du textile d’une part, et la manufacture des Rames – l'une des plus importantes de la France d'Ancien Régime, appartenant aux Van Robais –, d’autre part. À l'échevinage, Duval de Soicourt, maire, défend les intérêts des Van Robais, alors que Douville, ancien maire, défend ceux des corporations. Le maire exerce en outre les fonctions de police et de judicature, ainsi que le commandement militaire de la ville, avec le titre de lieutenant-général du roi en Picardie. C'est dans cette ville qu'éclate en 1766 ce qu'il est convenu d'appeler l'« affaire La Barre ».
Les protagonistes de l'affaire sont tous membres de l'élite locale. Les accusés sont de jeunes gens qui partagent les mêmes activités, fréquentent les mêmes lieux de sociabilité (salle d'armes…). Ils sont fils de magistrats, mais préfèrent la carrière militaire. Parmi les inculpés se trouvent : Douville le fils de l'ancien maire, Gaillard d'Étallonde fils du deuxième président de la cour des Aides, Saveuse de Belleval fils du lieutenant de l'Élection, Moisnel son pupille, et La Barre qui est le cousin de l'abbesse de Willencourt. Le déroulement de l'affaire laisse à penser que ce petit monde était parcouru de conflits d'intérêts et de préséance.
Simon-Nicolas-Henri Linguet, « philosophe observateur », installé à Abbeville depuis septembre 1763, rédige à cette époque un ouvrage intitulé : Canaux navigables, ou Développement des avantages qui résulteraient de l'exécution de plusieurs projets en ce genre pour la Picardie, l'Artois, la Bourgogne, la Champagne, la Bretagne, & toute la France en général" (Paris, Louis Cellot 1769). Sous couvert d'études techniques, ce mémoire propose en fait de réformer l'économie locale en supprimant le monopole de Van Robais. Ce faisant, il prend sciemment parti pour l'ancien maire, Douville, contre le maire en charge, Duval de Soicourt.
La mutilation d'un crucifix offre alors à Duval de Soicourt l'occasion d'en découdre avec l'autre clan. Il voit, dans la publication du mémoire et la mutilation du crucifix, un danger pour la société et pour lui-même, sa réélection à la fonction de maire étant proche. Il n'a guère d'efforts à faire pour en convaincre Omer Joly de Fleury, procureur général du roi au Parlement de Paris, pro-jésuite et grand pourfendeur de l'Encyclopédie.

## L'«Affaire La Barre»

### Les faits: deux profanations de crucifix
Le matin du 9 août 1765, deux actes de profanation sont découverts à Abbeville : des entailles à l'arme blanche sur le crucifix du pont d'Abbeville, et un dépôt d'immondices sur une représentation du Christ dans un cimetière d'Abbeville.
Le procureur du roi à la sénéchaussée, Hecquet, alerté par la rumeur publique, se rend sur les lieux et dresse un procès-verbal. Des monitoires ordonnés par les magistrats sont prononcés dans les églises. Une plainte pour impiété est déposée et une enquête diligentée.
L'évêque d'Amiens, Mgr Louis-François-Gabriel d'Orléans de La Motte, préside une cérémonie expiatoire dans laquelle il prononce des paroles désignant les coupables – alors non identifiés – comme s'étant « rendus dignes des derniers supplices en ce monde et des peines éternelles de l'autre ». Toutefois, dans la même cérémonie, il demande à Dieu de leur pardonner ; il interviendra d'ailleurs plus tard auprès du roi dans l'espoir d'obtenir la commutation de la peine de mort qui sera finalement prononcée en peine de prison perpétuelle, arguant que le peuple serait content d'un enfermement, lequel suffirait, écrivait-il dans une lettre adressée au procureur général du Parlement, à empêcher que le nombre des impies n'augmente.

### Enquête et arrestation de suspects
Les soupçons se portent sur quelques membres de la jeunesse aisée de la ville connus pour leurs frasques et leurs provocations. Figurent parmi ceux-ci le chevalier de La Barre, Moisnel, né en 1749, et Gaillard d'Etallonde, né en 1750. Ces jeunes gens s'étaient auparavant, semble-t-il, fait remarquer en chantant des chansons peu respectueuses de la religion. Ils se seraient même vantés d'être passés devant la procession du Saint-Sacrement sans se découvrir. D'autres fils de bonne famille auraient côtoyé La Barre et participé à ses frasques, dont le fils de Pierre-Nicolas Duval de Soicourt, maire d'Abbeville.
Le lieutenant du tribunal fiscal d'Abbeville, Dumaisniel de Belleval, avait été éconduit par la cousine du chevalier de La Barre, Mme Feydeau, abbesse de Willencourt. Il en aurait conçu une rancœur qu'il aurait dirigée contre le jeune chevalier.
Les notables abbevillois s'empressent de mettre leurs fils à l'abri, et Gaillard d'Etallonde se réfugie en Prusse. Il ne reste plus à Abbeville que La Barre, sans grand appui familial, et Moisnel, âgé de quinze ans. Confiant et pensant pouvoir bénéficier de la clémence du système judiciaire grâce au prestigieux passé de ses aïeux, le jeune La Barre s'interdit de fuir.
L’enquête policière et judiciaire est menée par M. Duval de Soicourt, lieutenant de police et maire d’Abbeville. Voltaire écrit de lui : « Il assouvissait sur moi une vengeance personnelle. Non. Il faisait son travail avec une conscience de fonctionnaire qui espère un légitime avancement ». Une quarantaine de témoins sont alors pris en compte. Les témoignages portent le plus souvent sur d'autres faits – par exemple, une attitude irrespectueuse au passage d'une procession – que sur les faits concernant directement l'accusation ; ils sont néanmoins considérés comme ayant valeur de preuve. La mutilation du crucifix, cependant, n'a eu aucun témoin oculaire.
La Barre est arrêté le 1er octobre 1765 à l'abbaye de Longvillers, de même que Moisnel, et est détenu au secret à la prison d'Abbeville. Peu après, Moisnel reconnaît les faits incriminant Saveuse de Belleval et Douville de Maillefeu. Ces derniers, ayant pris la fuite, seront arrêtés par la suite. La Barre, pour sa part, nie les faits qui lui sont reprochés. On trouve chez lui un exemplaire du Dictionnaire philosophique de Voltaire et trois livres licencieux, ce qui aggrave les soupçons aux yeux de l'accusation. Cependant, La Barre n'est pas sans soutien : outre sa cousine abbesse, il peut compter sur son oncle Louis François de Paule d'Ormesson, neveu et protégé du chancelier Henri François d'Aguesseau, avocat général au Parlement en 1746, pro-jésuite devenu modéré qui rédige des mémoires en défense.

### Procès et condamnation

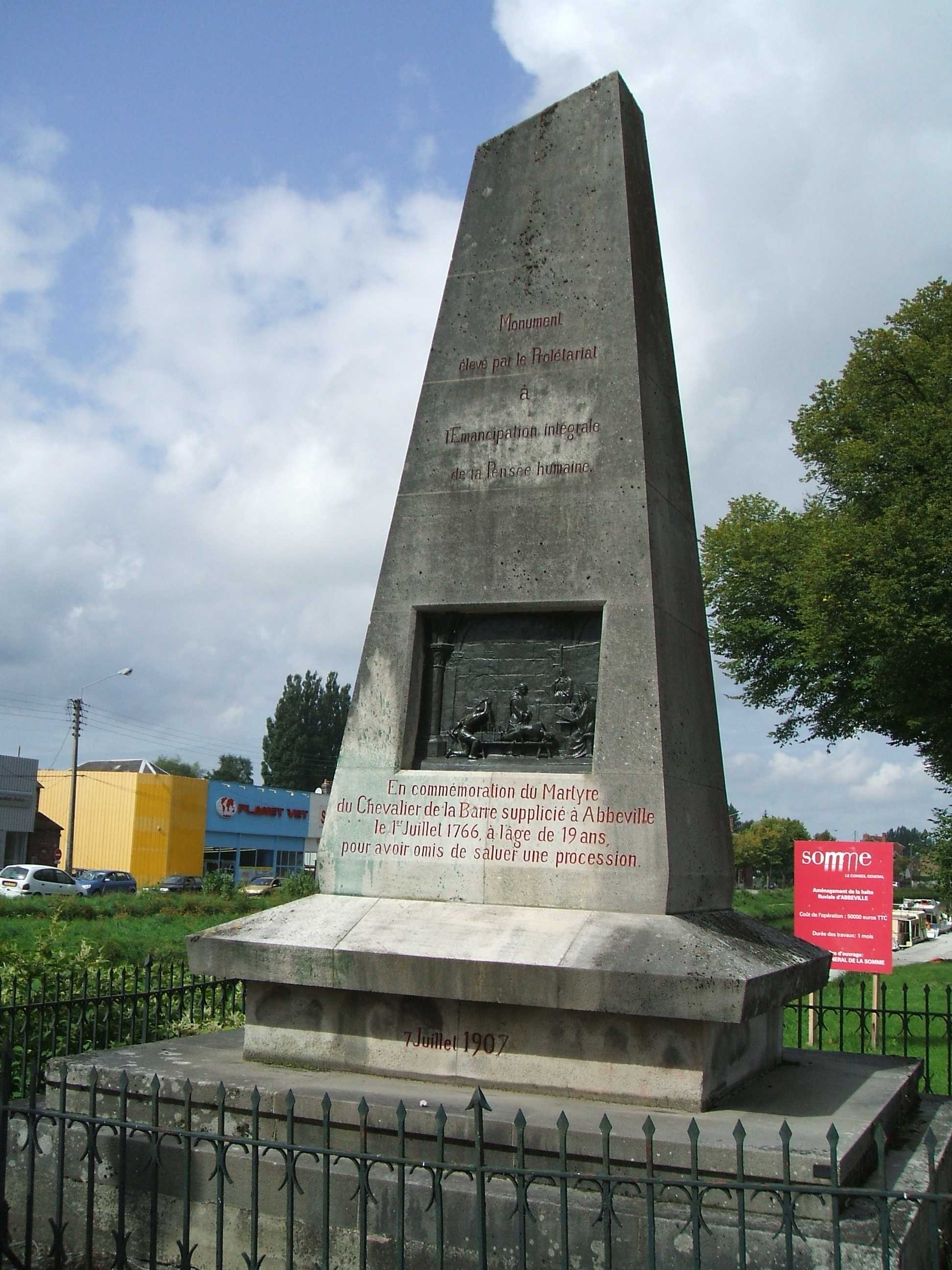
Monument La Barre à Abbeville.

Le 28 février 1766, le chevalier de La Barre est condamné par le présidial d'Abbeville pour « impiété, blasphèmes, sacrilèges exécrables et abominables » à faire amende honorable, à avoir la langue tranchée, à être décapité et brûlé. Gaillard d'Etallonde est jugé par contumace et condamné à la même peine, et à avoir en outre le poing tranché. Il est décidé que La Barre sera soumis à la question ordinaire et à la question extraordinaire avant son exécution. Les trois principaux « attendus » du jugement mentionnent qu’il a été « atteint et convaincu d'avoir passé à vingt-cinq pas d'une procession sans ôter son chapeau qu'il avait sur sa tête, sans se mettre à genoux, d'avoir chanté une chanson impie, d'avoir rendu le respect à des livres infâmes au nombre desquels se trouvait le dictionnaire philosophique du sieur Voltaire »., La Barre fait appel du jugement.
Pour être exécutoire, le verdict des juges d'Abbeville doit être confirmé par le Parlement de Paris. Le chevalier est transféré à la prison de la Conciergerie et comparaît devant la Grand-Chambre du Parlement de Paris. Il n'est pas assisté par un avocat. Sur vingt-cinq magistrats, quinze confirment le jugement d'Abbeville, le 4 juin 1766. Du fait de son jeune âge, Moisnel n'est condamné qu'à l'amende ordinaire.
Plusieurs personnalités interviennent auprès de Louis XV pour obtenir la grâce du condamné, arguant de la légèreté du dossier d'accusation et surtout de l'illégalité de la peine prononcée, le blasphème ne devant plus en France être puni de mort depuis une décision de Louis XIV de 1666. Mais Louis XV refuse d'user de son droit de grâce. Celui-ci aurait été guidé par le raisonnement suivant : le Parlement lui ayant reproché quelques années auparavant d'avoir voulu s'opposer à ce que se poursuive le procès de Damiens, coupable, contre sa personne, de crime de lèse-majesté humaine, l'auteur d'un crime de lèse-majesté divine ne devait pas être traité plus favorablement.

### L'exécution
Le chevalier de La Barre est supplicié à Abbeville, le 1er juillet 1766. Il est soumis le matin à la question ordinaire, et subit les brodequins. Le jeune homme perd connaissance, on le ranime, et il déclare ne pas avoir de complice. On lui épargne la question extraordinaire pour qu'il ait la force de monter sur l'échafaud. Il est conduit sur le lieu de l'exécution, en charrette, en chemise, la corde au cou. Il porte dans le dos une pancarte sur laquelle est écrit : « Impie, blasphémateur et sacrilège exécrable ». Le courage du condamné est tel qu'on renonce à lui arracher la langue. Le bourreau le décapite d'un coup de sabre. Son corps est ensuite jeté au bûcher, ainsi qu'un exemplaire du Dictionnaire philosophique de Voltaire qui lui a été cloué sur le torse. Il était âgé de vingt ans. Le trouble suscité par cette exécution est tel qu'on renonce à poursuivre les autres accusés.

### L'intervention de Voltaire
Malade et absorbé par la défense de la cause de Pierre-Paul Sirven, Voltaire s'implique avec retard dans la défense de La Barre. Il écrit à Damilaville, le 23 juin 1766 : « Il n'est pas juste de punir la folie par des supplices qui ne doivent être réservés qu'aux plus grands crimes ». Le 7 juillet 1766, il apprend, « le cœur flétri », l'exécution d'Abbeville. Le fait que l'on ait brûlé un exemplaire du Dictionnaire philosophique en même temps que le malheureux, lui fait craindre l'arrestation. Il part prendre les eaux à Rolle, en Suisse. C'est de là qu'il mène la contre-offensive. En quinze jours, il établit les motivations réelles des juges d'Abbeville, démasque Dumaisniel de Belleval et ses faux témoins.
Mis en cause dans cette affaire, Voltaire prend fait et cause pour le chevalier de La Barre et ses coaccusés. Il rédige un premier récit de l'affaire, d'une vingtaine de pages, la Relation de la mort du chevalier de La Barre à Monsieur le marquis de Beccaria, sous le pseudonyme de M. Cassen. Dans ce texte, Voltaire démontre la disproportion qu'il y avait entre la nature du délit – une provocation de jeunes gens qui dans la loi française n'entraînait plus, a fortiori, une condamnation à mort – et les conditions horribles de l'exécution. La protestation de Voltaire suffit pour que le tribunal d'Abbeville mette fin aux poursuites contre les autres prévenus. Moisnel est libéré. Duval de Soicourt est démis de ses fonctions.
Voltaire conteste en outre que le chevalier ait été responsable de la dégradation d'un crucifix : en effet, selon des témoignages, La Barre aurait été dans sa chambre, seul, la nuit de la dégradation.
Dans son article « Torture » de l'édition de 1769 du Dictionnaire philosophique, Voltaire fait le récit du martyre du chevalier de La Barre :

« Lorsque le chevalier de La Barre, petit-fils d'un lieutenant général des armées, jeune homme de beaucoup d'esprit et d'une grande espérance, mais ayant toute l'étourderie d'une jeunesse effrénée, fut convaincu d'avoir chanté des chansons impies, et même d'avoir passé devant une procession de capucins sans avoir ôté son chapeau, les juges d'Abbeville, gens comparables aux sénateurs romains, ordonnèrent, non seulement qu'on lui arrachât la langue, qu'on lui coupât la main, et qu'on brûlât son corps à petit feu ; mais ils l'appliquèrent encore à la torture pour savoir combien de chansons il avait chantées, et combien de processions il avait vu passer, le chapeau sur la tête. »

Voltaire utilise ses relations pour tenter d'innocenter Gaillard d'Etallonde, qui s'est enfui en Hollande, et le protéger en le faisant engager dans l'armée prussienne.
En juin 1775 paraît Le Cri du sang innocent, ouvrage signé par Gaillard d'Etallonde, réfugié à Ferney, mais vraisemblablement rédigé par Voltaire, qui espère ainsi, mais en vain, la clémence du nouveau roi, Louis XVI.

## Un symbole
L’affaire du chevalier de La Barre constitue, avec l’affaire Calas et l’affaire Sirven, une nouvelle occasion pour Voltaire et les philosophes des Lumières, au XVIIIe siècle, de lutter contre l’arbitraire du système judiciaire et de dénoncer l'obscurantisme des ecclésiastiques. Comme indiqué précédemment, Voltaire a ajouté à son Dictionnaire philosophique, devenu Questions sur l'Encyclopédie et considérablement enrichi, un article intitulé « Torture » dénonçant la violence infligée au jeune La Barre.

## Réhabilitation
La condamnation du chevalier de La Barre s'appuyait sur une interprétation abusive de textes judiciaires et sur la volonté des juges d'Abbeville et du Parlement de Paris de faire un exemple pour contrer l'influence, jugée nuisible, des philosophes.
Une Déclaration, datée du 30 juillet 1766, sur le blasphème, ne prévoyait plus la peine de mort.
Le chevalier de La Barre est réhabilité par la Convention le 25 brumaire an II (15 novembre 1793).

## Point de vue critique sur les motivations de l'affaire
Les fondements de l'affaire du chevalier de La Barre ne font pas l'unanimité parmi les historiens. Ainsi, l'historien Adrien Dansette défend l'idée que « le chevalier de La Barre, au demeurant débauché, meurt victime de la haine d'un magistrat pour sa famille ».

## Hommages posthumes

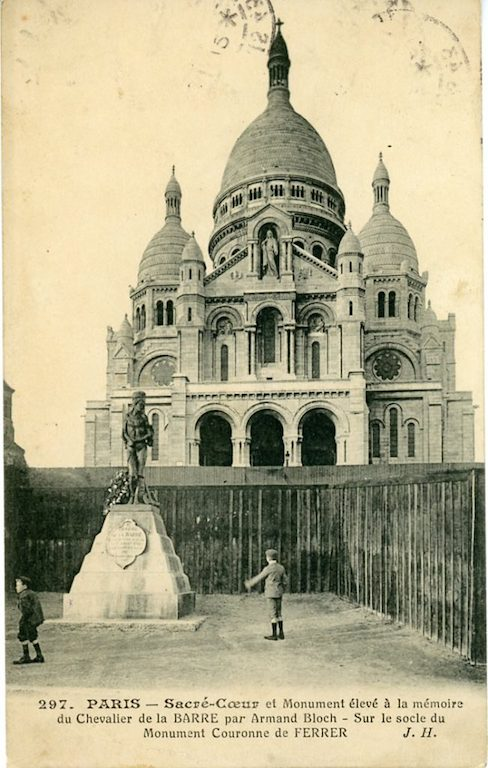
Monument du Chevalier de La Barre - Paris 18e, Sacré-Cœur de Montmartre, vers 1906.

- À Paris, en 1897, des francs-maçons du Grand Orient de France obtiennent l’élévation d’une statue du chevalier de La Barre devant la basilique du Sacré-Cœur, à Montmartre. Déplacée en 1926, square Nadar, la statue est déboulonnée le 11 octobre 1941 sous le régime de Vichy. Le 24 février 2001, le Conseil municipal de Paris décide d'ériger une nouvelle statue du chevalier de La Barre, square Nadar. Elle est l’œuvre du sculpteur Emmanuel Ball et du fondeur Michel Jacucha.
- Il existe encore aujourd'hui une « rue du Chevalier-de-La-Barre », derrière le Sacré-Cœur, entre la rue Ramey et la rue du Mont-Cenis.

- À Abbeville, en 1902, des francs-maçons du Grand Orient de France déposent un bouquet de fleurs à l’endroit du supplice. Cet acte est à l’origine de la création du groupe La Barre qui organisait une manifestation qui traversait le centre-ville d’Abbeville, du monument La Barre qui est érigé en 1907, par souscription volontaire, sur les berges du canal de la Somme, près de la gare, jusqu’à la place de l'exécution.

- En France, le 23 avril 2014, sortie du film de Dominique Dattola, Les 3 Vies du Chevalier, qui retrace l'histoire du chevalier de la Barre à l'écran. La musique originale est interprétée par l’Orchestre de Picardie. Le film reçoit le prix de l'Initiative laïque aux Rendez-vous de l’Histoire de Blois en 2013.

- Aujourd’hui, le nom, le monument abbevillois et la statue parisienne de cette « victime de l’intolérance religieuse » demeurent des points de ralliement pour les militants libres-penseurs. Des associations existent portant le nom du chevalier de La Barre : à Paris[24], à Abbeville[25].

Il existe des rues, impasses ou places nommées en mémoire du chevalier de La Barre dans les communes suivantes :
- Abbeville (Somme)
- Albert (Somme),
- Amiens (Somme),
- Apt (Vaucluse),
- Les Arcs (Var),
- Audierne (Finistère),
- Bègles (Gironde),
- Bellegarde-sur-Valserine (Ain),
- Bourges (Cher),
- Le Bourget (Seine-Saint-Denis),
- Bray-sur-Somme (Somme),
- Bruay-sur-l'Escaut (Nord),
- Camon (Somme),
- Cayeux-sur-Mer (Somme),
- Courcelles-lès-Lens (Pas-de-Calais),
- La Courneuve (Seine-Saint-Denis),
- Le Creusot (Saône et Loire),
- Dieppe (Seine-Maritime),
- Drancy (Seine-Saint-Denis),
- Dunkerque (Nord),
- Eu (Seine-Maritime),
- Feuquières-en-Vimeu (Somme),
- Fouquières-lès-Lens (Pas-de-Calais),
- Fresnes-sur-Escaut (Nord),
- Fressenneville (Somme),
- Friville-Escarbotin (Somme),
- Gamaches (Somme),
- Graulhet (Tarn),
- Gruissan (Aude)
- Le Havre (Seine-Maritime),
- Houplines (Nord),
- Issy-les-Moulineaux (Hauts-de-Seine),
- Liévin (Pas-de-Calais),
- Lille (Nord),
- Livry-Gargan (Seine-Saint-Denis),
- Longueau (Somme),
- Loos-lez-Lille (Nord),
- Lunel (Hérault),
- Marseille (5e),
- Migennes (Yonne),
- Mouscron (Belgique),
- Paris (18e),
- Les Pavillons-sous-Bois (Seine-Saint-Denis),
- Pompierre (Vosges),
- Puteaux (Hauts-de-Seine),
- Rantigny (Oise),
- Romans-sur-Isère (Drôme),
- Romanswiller (Bas-Rhin),
- Rosny-sous-Bois (Seine-Saint-Denis),
- Saint-Étienne (Loire),
- Saint-Pol-sur-Mer (Nord),
- Sainghin-en-Weppes (Nord),
- Saint-Aignan (Loir et Cher),
- Saint-Denis (Seine-Saint-Denis),
- Saint-Quentin (Aisne),
- Saint-Saulve (Nord),
- Sevran (Seine-Saint-Denis),
- La Seyne-sur-Mer (Var),
- Somain (Nord),
- Suresnes (Hauts-de-Seine),
- Templemars (Nord),
- Thouars (Deux-Sèvres),
- Tours (Indre-et-Loire),
- Vanves (Hauts-de-Seine),
- La Varenne-Saint-Hilaire (Val-de-Marne),
- Veretz (Indre-et-Loire),
- Villepinte (Seine-Saint-Denis),
- Wattignies (Nord),
- Woincourt (Somme),
- Yerres (Essonne)

En 2005, dans la ville du Havre, la municipalité dirigée par Antoine Rufenacht a décidé de débaptiser le cours du Chevalier de La Barre, axe important au débouché de la gare, pour le renommer cours Commandant Fratacci, du nom du Compagnon de la Libération Philippe Fratacci. Cette décision a engendré des mécontentements et la municipalité a ensuite donné le nom de Chevalier de La Barre à une toute petite rue, près des voies ferrées.